# Cypraeidae
Cypraeidae zijn een familie van weekdieren uit de klasse van de Gastropoda (slakken). Soorten uit deze familie heten kauri's. Samen met andere soorten uit de superfamilie Cypraeoidea worden ze ook porseleinslakken   genoemd. Sommige soorten werden vroeger gebruikt als schelpengeld of hadden een speciale culturele betekenis, bijvoorbeeld als vruchtbaarheidssymbool.

## Uiterlijk
Volwassen schelpen van Cypraeidae hebben een afgeronde vorm, min of meer eivormig, en lijken niet op andere slakken. De meeste soorten hebben geen schelp met een duidelijke spitse punt. Verder zijn van vrijwel alle soorten van deze familie de schelpen zeer glad en glanzend, porseleinachtig. Porseleinslakken hebben geen operculum.
Jonge schelpen lijken niet op volwassen schelpen, noch qua vorm, noch qua kleur.

### Lichaam
Het lichaam van een volwassen slak bestaat uit een kop, een mantel en een voet, die zeer gespierd, breed en intrekbaar is. Op de kop bevinden zich twee lange uitschuifbare voelsprieten en twee ogen. Tussen de voelsprieten bevindt zich het ademhalingsorgaan (sifon), die de ademhaling regelt en zorgt voor de opname van zuurstof in de kieuwen. De mantel, die de ingewanden (maag, nier, hart, kieuwen) als een dunne membraan omvat, bedekt de behuizing aan de buitenkant vrijwel volledig en is intrekbaar bij dreigend gevaar. De mantel scheidt kalk uit voor de vorming van de schelp.

### Huis
De slakkenhuizen van de familie Cypraeidae lopen uiteen wat betreft kleur en grootte. De Purpuradusta oryzaeformis  (Polynesië) is 1 cm groot, en de Macrocypraea cervus (Atlantische Oceaan) kan 19 cm worden. De vorm en afmeting van de behuizing van juveniele en volwassen dieren verschilt sterk. De behuizing van mannetjes is meestal kleiner dan die van de vrouwtjes. De huisjes van de volwassen dieren wijkt sterk af van de meeste slakkensoorten, dat spiraalvormig is. Het dier kan zich via de nauwe spleet terugtrekken bij gevaar. Deze langgerekte opening heeft aan beide zijden een geribbelde structuur. De tekening van de schelp vormt een camouflage ter bescherming tegen predatoren.

## Levenswijze

### Voedsel
Bij de mond bevinden zich een soort tanden, (radula). die als een rasp oppervlaktes kunnen afgrazen en het voedsel snijden. Het voedsel van de kauri-slakken is soortspecifiek. Er zijn zowel  herbivoren, carnivoren als omnivoren. Sommige zijn aaseter. Tot het voedsel kunnen behoren sponzen, poliepen,  koraaldieren (Madrepora), ringwormen (Annelida), krabbetjes ( Crustacea), eieren van wormen en algen. Veel Cypraeidae zijn nachtdieren, en eten dus 's nachts, terwijl ze zich overdag verstoppen.

### Roofdieren
De zeer smalle getande opening van de kaurischelp maakt het predatoren moeilijk de volwassen schelpdieren te verschalken. Bepaalde kreeftachtigen zijn echter in staat de harde schaal te breken. Ook vissoorten uit de familie van de kogelvis (Tetraodontidae) kunnen met hun sterke kaken het huis kraken. Daarnaast vormen sommige weekdieren een gevaar voor Cypraeidae-soorten, zoals sommige conus-soorten en sommige octopus-soorten. Vertegenwoordigers uit beide groepen kunnen gif injecteren, wat het dier verdooft of doodt.

### Voortplanting
De familie kent geslachtsdimorfisme, hetgeen betekent dat elke soort zowel mannelijke als vrouwelijke dieren kent. De geslachtsklier van de slak produceert dus oöcyten of spermacellen. Na het paren legt het vrouwtje een nest bij de lage waterlijn op koralen, rotsen, plantenresten of soortgelijke structuren. Na ongeveer 5 dagen komen de kleine larven uit, die kunnen zwemmen. De eieren bestaan uit ongeveer 150-300 eierzakken, elk met 500-600 eieren, zodat een vrouwtje ongeveer honderdduizend eieren produceert. De larven vormen een onderdeel van het plankton en worden door de stromen verplaatst. Deze larven hebben al enkele kenmerken van de volwassen dieren, zoals ogen en voelsprieten. Na een metamorfose ontstaan na 2-3 maanden de jonge kauri's. De grote kwetsbaarheid van de larven voor mogelijke vijanden wordt gecompenseerd door de zeer hoge reproductie.

### Verspreiding
Soorten uit de familie komen vooral voor in tropische delen van de Grote Oceaan en de Indische Oceaan, maar ook in andere wateren zoals de Rode Zee, Caraïbische Zee en Middellandse Zee. Ze leven doorgaans in ondiepe wateren, zelden dieper dan 500 meter.

## Taxonomie en naamgeving
Bijna tweehonderd jaar lang werden alle soorten van de Cypraeidae gezien als een geslacht: Cypraea, maar in 2002 is de groep soorten opgesplitst in veel verschillende geslachten.

### Naamgeving
De naam Cypraeidea (en Cypraeoidea) is afgeleid van Cyprus. De schelp van Cypraea pantherina (panterkauri) was verbonden met de godin van de liefde, schoonheid, seksualiteit en vruchtbaarheid, Aphrodite, die nauw verbonden was met Cyprus. De gelijkenis van de smalle mondopening van het slakkenhuis met het vrouwelijk geslachtsdeel leidde ook tot de Nederlandse naam porseleinslakken voor deze familie. Deze naam is afgeleid van het (Latijnse) porcella dat zeug betekent. De naam porselein voor een bepaald soort keramiek komt hier vandaan.
De naam van het geslacht Monetaria is afgeleid van de functie die schelpensoorten uit dit geslacht hadden als schelpengeld. In het bijzonder Monetaria moneta (geldkauri) en Monetaria annulus (ringkauri) werden in delen van Afrika en Azië en ook door Europese handelaren gebruikt als betaalmiddel. Het Chinese karakter voor geld is op de vorm van Cypraeidae gebaseerd.

### Geslachten
- Onderfamilie: Cypraeinae Rafinesque, 1815
  - Tribus: Cypraeini Rafinesque, 1815
    - Cypraea Linnaeus, 1758
    - Muracypraea Woodring, 1957

  - Tribus Mauritiini Steadman & Cotton, 1946
    - Leporicypraea Iredale, 1930
    - Macrocypraea Schilder, 1930
    - Mauritia Troschel, 1863
- Onderfamilie: Cypraeovulinae F. A. Schilder, 1927
  - Cypraeovula J. E. Gray, 1824
  - Notadusta F. A. Schilder, 1935
  - Notocypraea F. A. Schilder, 1927
- Onderfamilie: Erosariinae Schilder, 1924
  - Bouchetaria Castelin & Lorenz, 2024
  - Cryptocypraea C. Meyer, 2003
  - Ipsa Jousseaume, 1884
  - Monetaria Troschel, 1863
  - Naria J. E. Gray, 1837
  - Nesiocypraea M. Azuma & Kurohara, 1967
  - Nucleolaria Oyama, 1959
  - Perisserosa Iredale, 1930
  - Propustularia F. A. Schilder, 1927
  - Staphylaea Jousseaume, 1884
- Onderfamilie: Erroneinae Schilder, 1927
  - Tribus: Bistolidini C. P. Meyer, 2003
    - Bistolida Cossmann, 1920
    - Cribrarula Strand, 1929
    - Ovatipsa Iredale, 1931
    - Palmadusta Iredale, 1930
    - Talostolida F. A. Schilder, 1939

  - Tribus: Erroneini Schilder, 1927
    - Austrasiatica Lorenz, 1989
    -  Blasicrura Iredale, 1930
    - Contradusta C. Meyer, 2003
    - Eclogavena Iredale, 1930
    - Erronea Troschel, 1863
    - Ficadusta Habe & Kosuge, 1966
    - Hiraseadusta Shikama, 1971
    - Melicerona Iredale, 1930
    - Palmulacypraea C. Meyer, 2003
    - Paradusta Lorenz, 2017
    - Purpuradusta F. A. Schilder, 1939
    - Ransoniella Dolin & Lozouet, 2005
- Onderfamilie: Luriinae Schilder, 1932
  - Tribus: Austrocypraeini Iredale, 1935
    - Annepona Iredale, 1935
    - Arestorides Iredale, 1930
    - Austrocypraea Cossmann, 1903
    - Callistocypraea F. A. Schilder, 1927
    - Chelycypraea F. A. Schilder, 1927
    - Lyncina Troschel, 1863
    - Miolyncina F. A. Schilder, 1939
    - Raybaudia Lorenz, 2017
    - Trona Jousseaume, 1884

  - Tribus: Luriini Schilder, 1932
    - Luria Jousseaume, 1884
    - Talparia Troschel, 1863
- Onderfamilie: Pustulariinae Gill, 1871
  - Pustularia Swainson, 1840
- Onderfamilie: Umbiliinae Schilder, 1932
  - Umbilia Jousseaume, 1884
- Onderfamilie: Zoilinae Iredale, 1935
  - Barycypraea F. A. Schilder, 1927
  - Zoila Jousseaume, 1884
- Onderfamilie: Zonariinae F. A. Schilder, 1932
  - Tribus: Pseudozonariini López-Soriano, 2006
    - Neobernaya Schilder, 1927
    - Pseudozonaria F. A. Schilder, 1927

  - Tribus: Zonariini Schilder, 1932
    - Schilderina Dolin & Aguerre, 2020
    - Zonaria Jousseaume, 1884
    - Schilderia Tomlin, 1930 (onzeker > nomen dubium)

## Galerij
- Monetaria caputserpentis
- Luria isabella
- Talostolida teres